# Apis koschevnikovi
Apis koschevnikovi (лат.) — вид медоносных пчёл. Назван в честь Г. А. Кожевникова, пионера исследований морфологии медоносных пчёл.

## Распространение
Обитают на Борнео, в его малайской и индонезийской частях. Там они симпатрично соседствуют с другими видами пчёл, например, с Apis cerana (подвид A. c. nuluensis).

## Образ жизни
Питаются нектаром, посещая цветы круглый год. Паразитом этих пчёл является Varroa rindereri.
Когда выводок трутней A. cerana вылупляется в колонии A. koschevnikovi, о них полностью заботятся и выращивают до зрелости. Точно так же, когда трутни A. koschevnikovi вылупляются в колонии A. cerana, они полностью интегрируются в общество своего хозяина. Однако было показано, что, несмотря на это, каждый вид не изменит своё время спаривания и привычки к полёту, даже если он выращен как чужие трутни.